# Bí mật Bút ký người đi săn
Bí mật Bút ký người đi săn (tiếng Trung: 獵人筆記之謎 / Lạp nhân bút ký chi mê, tiếng Nga: Последний секрет Мастера / Bí mật cuối cùng của một nghệ nhân, Последний секрет самурая / Bí mật cuối cùng của một võ sư) là một bộ phim hình sự - tâm lý xã hội của đạo diễn Ưu Tiểu Cương, ra mắt lần đầu năm 2010.

## Nội dung
Truyện phim xoay quanh cuốn bản thảo viết tay Bút ký người đi săn của đại văn hào Ivan Turgenev. Phía sau cuốn bản thảo ấy có một tấm bản đồ kho báu bí mật chứa một tài sản khổng lồ. Trước đây cuốn bản thảo nằm trong Viện Bảo tàng quốc gia Pháp nhưng một ngày nọ nó được chuyển đến Nga để triển lãm. Các tập đoàn tội phạm đã lên kế hoạch đánh cắp.
Mọi việc bắt đầu bằng cuộc truy lùng, tranh giành và điều tra tấm bản đồ. Dưới sự giám sát chặt chẽ của nhân viên an ninh Pháp, Nga và Trung Quốc, cuốn bản thảo vẫn rơi vào tay một nhóm cướp ở núi Võ Đang rồi luân phiên qua tay nhiều nhân vật bí ẩn trong quá trình di chuyển trưng bày đến triển lãm.

## Diễn xuất
- Viktor Loginov... Fyodor Karavayev
- Tatyana Abramova... Varvara (vợ Fyodor)
- Trần Tiểu Xuân... Lý Đại Ngưu (võ sư, ảo thuật gia)
- Nadezhda Gorelova... Đại úy Nina Diveyeva
- Lưu Xán... Vệ Bình (võ sư, nhân viên Interpol)
- Yegor Pazenko... Bayan
- Aleksandr Sheludko... Neyman (nhà Sử học, thợ săn bản thảo)
- Gennady Vengerov... "Sa Hoàng"
- Tatyana Polezhaykina... Natalia Ogneva (ca sĩ, nhân tình của "Sa Hoàng")
- Lôi Mục... Lý Hổ (võ sư)
- Boris Mironov... Sherkhan
- Fyodor Dobronravov
- Vạn Ni Ân
- Marina Orlova... Yelena Sarayeva
- Sergey Pinchuk... Grigory Pustovey (Cảnh sát trưởng)
- Aleksey Agryzkov
- Olga Ivolgina... Monika (vệ sĩ của "Sa Hoàng")
- Anatoly Shutov
- Sergey Bondarev (III)... Gorin
- Viktor Chayka
- Andrey Isayev (III)... Sergey Trofimov (Giám đốc trại trẻ mồ côi)
- Mikhail Shmakov... Mikhail Shmakov (Chủ tịch Liên đoàn Kickboxing)
- Valery Lebedinsky
- Vladimir Dombrovsky
- Vitas
- Irina Allegrova